# 3 spose per 5 mariti
3 spose per 5 mariti è un film italiano del 2008 diretto da Pierandrea Maxia.

## Trama
Due piccoli paesi della Sardegna, Barrali e Donori, storicamente rivali, decidono di allearsi per aiutare quattro giovani compaesani, Mirco, Massimo, Emanuele e Alberto.
Massimo decide di sposarsi e per festeggiare vuole riunire il quartetto di vecchi amici del paese con cui aveva condiviso gli anni della sua giovinezza. Nascono così una serie di vicende che si intrecciano tra di loro provocando imbarazzanti situazioni e sorprese per i protagonisti.